# Битка за Омарски превал
Битката за Омарския превал (зимата на 1993 – 1994 г.) е един от най-кръвопролитните епизоди от завършващата фаза на Първата Нагорнокарабахска война.

## Предистория
Първата Нагорнокарабахска война (1991 – 1994) е военен конфликт между азербайджански и арменски въоръжени формирования за контрол над областта, населена с арменци, но намираща се в състава на Азербайджан.
Република Нагорни Карабах (РНК) се формира в процеса на разпадане на СССР на основата на включената в държавната структура на СССР национално-държавна формация Нагорнокарабахска автономна област (НКАО) и населения с арменци Шахумянски район. Независимостта на РНК е провъзгласена на 2 септември 1991 г. в съответствие с основополагащите норми на международното право.
На 10 декември 1991 г., само няколко дни преди официалното разпадане на Съветския съюз, в Планински Карабах се провежда референдум, на който внушителното мнозинство на населението се обявява за пълна независимост от Азербайджан. В последвалите парламентарни избори е избран парламент на Република Нагорни Карабах, който съставя първото правителство. Правителството на независимата Република Нагорни Карабах пристъпва към изпълнението на своите задължения в условия на пълна блокада и последваща военна агресия от страна на Азербайджан.
Възползвайки се от оръжието и боеприпасите на разположената на нейна територия Четвърта армия на Въоръжените сили на СССР, Азербайджан предприема широкомащабни военни действия срещу Планински Карабах. Тази война продължава с променлив успех от есента на 1991 до май 1994 г. Има моменти, в които 60% от територията на Планински Карабах са окупирани, а столицата Степанакерт и други населени места са подложени на почти непрекъснат артилерийски огън и въздушни бомбардировки.

## Хронология
Сражението за контрол над Омарския превал се случва в хода на започнатата от азербайджанската армия в края на 1993 г. мащабна операция. За да подсили своята армия азербайджанската страна провежда мобилизация, както и кани чуждестранни съветници войници, което става важна причина за успеха на азербайджанската армия в началото на зимата на 1994 г. През есента на 1993 година заместник-министърът на външните работи на Азербайджан Ровшан Джавадов посещава Афганистан, където се договаря с премиер-министъра – Гулбудин Хекматияр – в Баку да бъдат изпратени 1000 – 2500 афгански муджахиди. Също така Азербайджан вербува ветерани от военни действия от страните на ОНД (на руски: Содружество Независимых Государств, СНГ). Турция, Русия и Америка също изпращат свои съветници.
Сражението се разгръща на опустошена територия, изоставена от цялото гражданско население. Бойните действия се водят на надморска височина 2500 – 3500 метра в условията на жестока зима (ниски температури, дълбока снежна настилка, силен вятър, чести лавини). Това е рискован план и рискована операция и не всички азербайджански командири я поддържат.
Настъплението на азербайджанците на северния участък на фронта започва в началото на януари 1994 година. Три бригади от Националната армия на Азербайджан, сред които, по спомени на участници в събитията, е имало много необучени новобранци, прекосяват Муровския хребет и нанасят удар по арменските сили, удържащи превала. В началото на действията на настъпващите се противопоставят необучени войници на арменската Вандазорска дивизия. В резултат на удара арменските войници биват разбити. На 24 януари азербайджанците обявяват, че арменският батальон е обкръжен и почти напълно унищожен.
Към началото на февруари азербайджанските войски достигат до град Келбаджар. При това обаче те се откъсват от задните си войски, които остават от другата страна на Муровския хребет, докато арменците прехвърлят допълнителни войски от Карабах.
На 12 февруари арменците нанасят контраудар по силите на азербайджанската армия. Азербайджанците започват масово отстъпление, търпейки огромни загуби – в резултат на лоша организация стотици военнослужещи замръзват или изчезват. Към 18 февруари азербайджанските части отстъпват през Омарския превал. Две бригади на азербайджанската армия са обкръжени и опитват да се измъкнат на север през тесен превал, но попадат под огън на установките „Град“ от страна на арменците. Загубите са значителни, вероятно в резултат на обстрела загиват до 1500 войници. Повечето от тези, които успяват да се измъкнат от обстрела, загиват в резултат на замръзване в горите на Марския хребет или попадат в плен.
В хода на битката за Омарския превал загубите на Азербайджан са около 4 хиляди души, а на Армения – около 2 хиляди души. Информацията за гибелта на азербайджанските войници по време на това сражение е засекретена в Азербайджан.